# Cortes y Graena
Cortes y Graena – gmina w Hiszpanii, w prowincji Grenada, o powierzchni 22,45 km². W 2011 roku gmina liczyła 1036 mieszkańców. Region jest zamieszkany od epoki brązu, o czym świadczą znaleziska archeologiczne.